# Comitê temporário do Hamas

Bandeira do Hamas

O comitê temporário do Hamas é um comitê governante de cinco membros, formado pelo Hamas após o assassinato de Ismail Haniyeh em 31 de julho de 2024 para facilitar a tomada de decisões, dada a dificuldade de comunicação com o recém-nomeado presidente, Yahya Sinwar, que estava baseado na Faixa de Gaza. O comitê está sediado em Doha, Catar, e tem a tarefa de tomar decisões estratégicas e governar o Hamas durante a guerra de Gaza e em "circunstâncias excepcionais". É composto por cinco membros, incluindo Khaled Mashal, Khalil al-Hayya e Zaher Jabarin, que representam a diáspora palestina, a Faixa de Gaza e a Cisjordânia, respectivamente, bem como o presidente do Conselho da Shura, Muhammad Ismail Darwish, e um funcionário não identificado que atua como secretário do Bureau Político.
Após o assassinato de Yahya Sinwar em Rafah, em 16 de outubro, o comitê discutiu inicialmente a possibilidade de nomear um único sucessor, mas acabou optando por governar por meio do comitê até as eleições para a liderança do Hamas, programadas para março de 2025.
Em 24 de outubro, o Hamas confirmou que está discutindo um sucessor para Yahya Sinwar e que anunciará seu nome assim que o processo de seleção for concluído.

## Membros
| Imagem | Nome (Nascimento–Morte)                      | Posição | Residência   | Ref.  |
| ------ | -------------------------------------------- | --- | ------------ | ----- |
|        | Khaled Mashal خالد مشعل (nascido em 1956)    | Ex-presidente do gabinete político do Hamas de 1996 a 2017 e representante do Hamas para a diáspora palestina                   | Doha, Catar  | [ 7 ] |
|        | Khalil al-Hayya خليل الحية (nascido em 1960) | Vice-presidente do gabinete político do Hamas desde 2024 e representante do Hamas na Faixa de Gaza                              | Doha, Catar  | [ 7 ] |
|        | Zaher Jabarin زاهر جبارين (nascido em 1968)  | Líder do gabinete financeiro do Hamas desde meados da década de 2010 e representante e líder do Hamas na Cisjordânia desde 2024 | Turquia      | [ 7 ] |
|        | Muhammad Ismail Darwish محمد إسماعيل درويش   | Presidente do conselho da Shura do Hamas desde 2023                                                                             | Doha, Catar  | [ 7 ] |
|        | Oficial sem nome                             | Secretário do gabinete político cuja identidade permanece confidencial por razões de segurança                                  | Desconhecido | [ 7 ] |